# Marienburger SV 1905
Marienburger SV 19025 was een Duitse voetbalclub uit Marienburg, dat na de Tweede Wereldoorlog door Polen werd ingelijfd en nu Malbork heet.

## Geschiedenis
De club werd in 1905 opgericht en sloot zich aan bij de Baltische voetbalbond. De club speelde in de competitie van West-Pruisen en speelde in de schaduw van de grote clubs uit Elbing en kon zich nooit plaatsen voor de eindronde van Danzig-West-Pruisen. Vanaf 1930 werd de competitie onderdeel van de Grensmarkse competitie maar ook hier kon de club zich nooit voor de eindronde plaatsen. Na de invoering van de Gauliga slaagde de club er ook niet meer in om op het hoogste niveau te spelen.
Na de Tweede Wereldoorlog werd Marienburg afgestaan aan Polen en alle Duitse voetbalclubs werden ontbonden.